# سفارت کره جنوبی در کپنهاگ
سفارت کره جنوبی در کپنهاگ (به لاتین: Embassy of South Korea) یک سفارت در دانمارک است که در گنتافته، کمون دانمارک واقع شده‌است.